# Bruce Beresford
Bruce Beresford (ur. 16 sierpnia 1940 w Sydney) – australijski reżyser i scenarzysta filmowy.
Karierę rozpoczął jako twórca dokumentów w Wielkiej Brytanii. W 1971 powrócił do Australii. W 1972 nakręcił swój pełnometrażowy debiut reżyserski, komedię Przygody Barry’ego McKenzie. Uznanie zdobył komediodramatem Przyjęcie u Dona (1976) i dramatem Sprawa Moranta (1980). Później wyjechał do USA, osiągając największy sukces nagrodzonym Oscarem filmem Wożąc panią Daisy (1989).

## Wybrana filmografia
- Przygody Barry’ego McKenzie (1976) – reżyseria, scenariusz
- Sprawa Moranta (1980) – reżyseria, scenariusz
- Pod czułą kontrolą (1983) – reżyseria
- Król Dawid (1985) – reżyseria
- Zbrodnie serca (1986) – reżyseria
- Jej alibi (1989) – reżyseria
- Wożąc panią Daisy (1989) – reżyseria
- Pan Johnson (1990) – reżyseria
- Czarna suknia (1991) – reżyseria
- W kręgu miłości (1993) – reżyseria
- Zrozumieć ciszę (1994) – reżyseria
- Klątwa (1994) – scenariusz
- Dobry człowiek w Afryce (1994) – reżyseria
- Cena nadziei (1996) – reżyseria
- Rajska droga (1997) – reżyseria, scenariusz
- Podwójne zagrożenie (1999) – reżyseria
- Muza (2001) – reżyseria
- Korzenie (2016) – reżyseria